# Santa Maria de Sant Feliu d'Amunt
Santa Maria de Sant Feliu d'Amunt és l'església parroquial del poble de Sant Feliu d'Amunt, a la comarca del Rosselló (Catalunya del Nord).
Està situada al bell mig de la cellera del poble vell de Sant Feliu d'Amunt.

## Història
Església esmentada des del 941, en la venda d'un alou situat en el seu terme, fou reconstruïda el segle xi i s'hi establí un priorat de canonges de sant Ruf d'Avinyó. Possiblement la seva reconstrucció coincideix amb la de l'església, ara desapareguda, de Sant Pere de Castellnou. Aquesta canònica és esmentada en una carta del 1106: communia fratrum de Sancto Felice de Ribera. Al segle xiv fou fortificada, i li fou donat el nom de Santa Maria de la Salvetat: ecclesia B. Marie de la Salvetat de Sancto Felice superiore (com consta en un document del 1406. Fou secularitzada el 1592 pel papa Climent VIII, i es convertí en parròquia. Tot i així, hi continuaren essent anomenats priors, fins que el 1699 les seves rendes foren unides al seminari diocesà de Perpinyà.

## Priors de Sant Feliu d'Amunt
- 1222 - 1237 Pere Planter
- 1241 - 1258 Joan de Lleó
- 1261 Ramon Audbert
- 1317 - 1326 Andreu Passerat
- 1330 - 1332 Pere Girard
- 1355 Duran de Falcó
- 1357 Joan Feliu
- 1380 - 1389 Amalric Mefred
- 1395 - 1399 Bernat Boixeria
- 1400 - 1406 Pere Calmells
- 1410 - 1422 Berenguer de Puig
- 1424 - 1439 Jordi Ferrer
- 1440 Pere Fuster
- 1442 - 1475 Bernat Fuster
- 1506 - 1513 Guillem Guiu
- 1515 Jordi Joan de Sitjar
- 1561 - 1563 Narcís Boscà
- 1572 - 1590 Joan Francesc Descamps
- 1660 Josep Coll
- 1665 Josep Trobat
- 1697 - 1726 Climent de Montesquiu[2]

## L'edifici
És una església romànica del segle xi de nau única, amb absis a llevant decorat amb arcuacions llombardes. La nau original era coberta de fusta, que se suportava en dos arcs diafragmes, i a ponent hi havia una tribuna, amb un cor alt. Les impostes dels pilars són esculpides. A la segona meitat del segle xii hi fou afegida a migdia una segona nau col·lateral, a manera de porxo, on es troba el portal de marbre blanc. Aquesta portal té una arcada de mig punt coronada per una arquivolta de dents de serra, amb una llinda damunt de permòdols i un timpà esculpit.
Al costat mateix de la porta hi ha una finestra afaiçonada de manera semblant a la porta, també amb una arquivolta de dents de serra. El campanar, quadrat, situat entre aquesta nau col·lateral i l'absis, també és obra del segle xii. La part visible de les seves parets permeten datar tot aquest conjunt en el segle xii.
Al segle xiv, l'església s'integrà en les fortificacions del poble: es construí un matacà damunt de la porta, un pas de ronda a la teulada de l'església i merlets.

## L'obra escultòrica i ornamental
Els elements amb presència d'obra esculpida són diversos, en aquesta església.

### La porta: el timpà
El timpà de marbre blanc de la portalada de migdia representa la figura de l'anyell pasqual portador de la creu, dins d'un cercle sostingut per dos àngels voladors. Una sanefa envolta aquestes figures, resseguint la vora del timpà; representa una tija ondulant de la qual neixen fulles de tres o cinc pètals. Data de darreries del segle xii.

### Impostes dels arcs de les voltes
No totes són esculpides, i les que ho són, tenen una decoració senzilla: sanefes d'escacat i línies ondulants fetes amb una certa maldestresa, de vegades alternant amb motius vegetals. La més senzilla és del segle xi, l'altra, del xiii.

### L'ara preromànica
Els suports de l'ara són dues columnes de marbre antic i, al centre, una estela romana reutilitzada, capgirada.

### La ferramenta de la porta
La porta de l'església conserva una treballada ferramenta de forja, del segle xii.